# Naturyzm

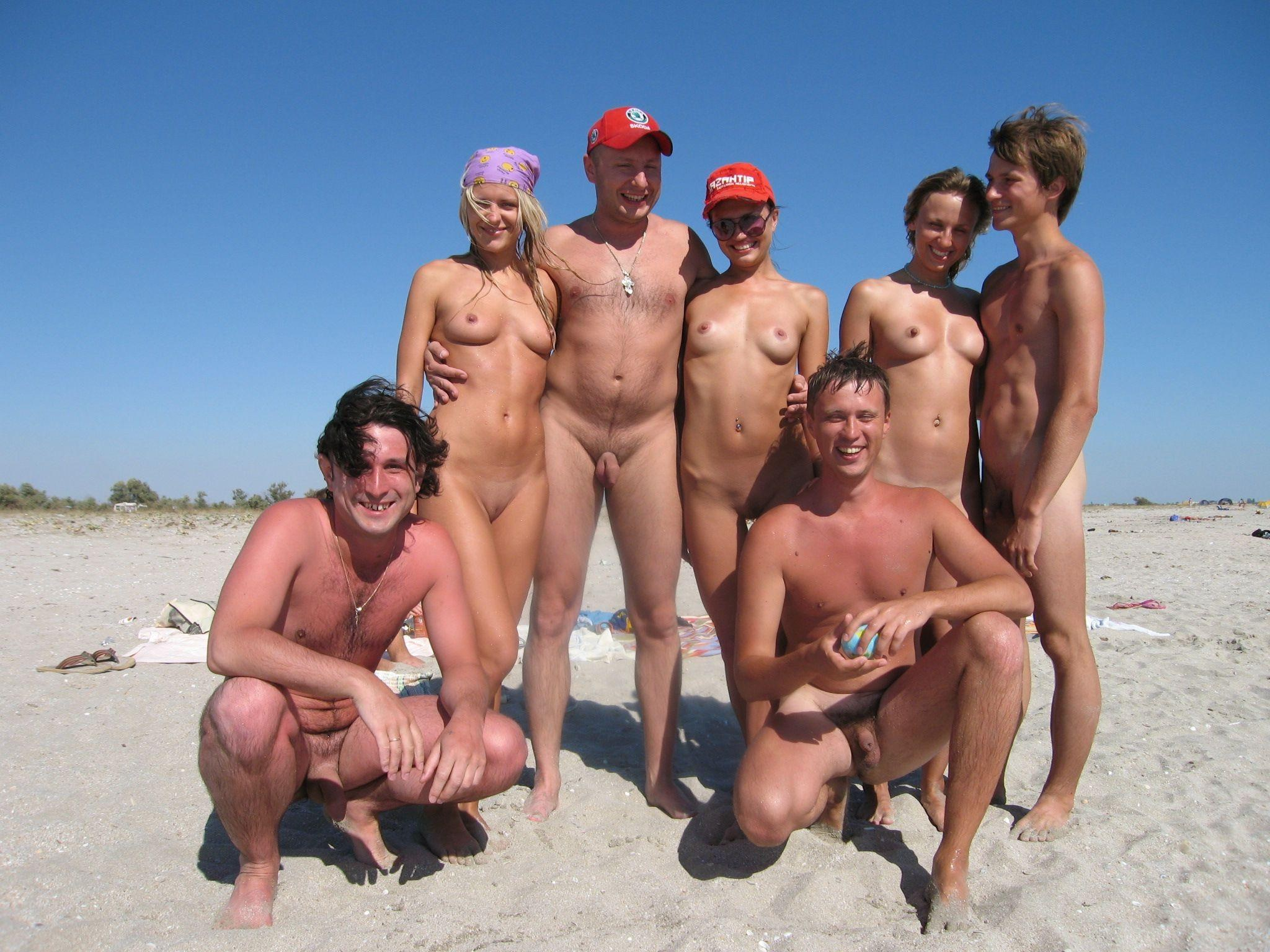
Grupa naturystów na plaży

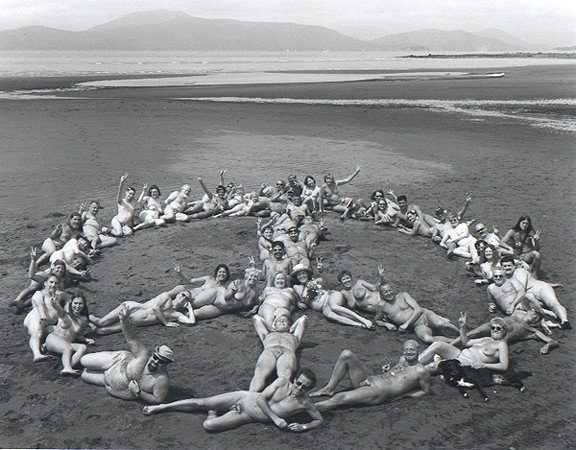
Grupa naturystów podkreślająca swoje pacyfistyczne przekonania za pomocą ułożonego z ciał znaku tzw. pacyfy

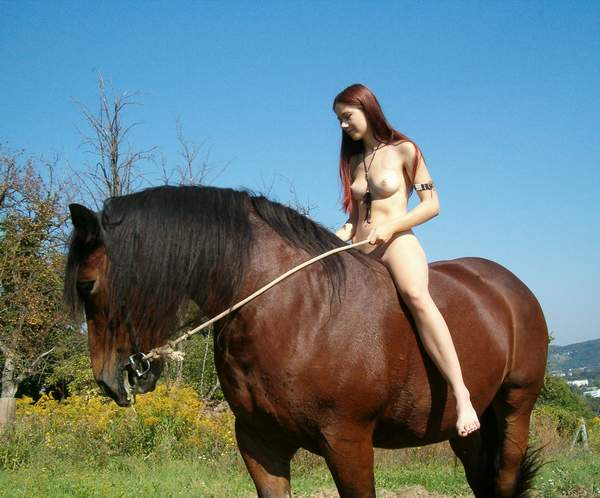
Aktywny naturyzm – jazda konna

Naturyzm lub nudyzm – praktykowanie wspólnej nagości w miejscach specjalnie wydzielonych albo odosobnionych mające na celu zbliżenie się do życia bliższego naturze. Naturyści wypoczywają nago w warunkach, w których ubiór nie spełnia pozytywnej funkcji i przeszkadza, a więc podczas plażowania, kąpieli, korzystania z sauny i łaźni. Naturyzm ma stanowić wyraz szacunku wobec samego siebie, swojego ciała, innych ludzi i całej przyrody. Naturyści deklarują swoje proekologiczne zachowania. Zdaniem krytyków, naturyzm jest wyrazem odcięcia się od konserwatywnego spojrzenia na świat, nakładającego na ludzi normy w zakresie stroju, sposobu bycia, stosunku do nagości. Według nich naturyzm ustanawia swoje wartości dla tych podstawowych form zachowań społecznych.

## Naturyzm a nudyzm
Słowa „naturyzm” i „nudyzm” nie zawsze mogą być traktowane jako synonimy. Określeń tych używa się wymiennie w Stanach Zjednoczonych, ale już w Europie znaczą zupełnie coś innego. Słowo „nudyzm” pochodzi od łacińskiego określenia „nagi” – nudus. Określa osobę, która rezygnuje z ubrania dla samej przyjemności bycia nago. Określenie „naturyzm” natomiast użyte zostało po raz pierwszy w 1778 roku przez Belga Jeana Baptiste’a Luca Planchona. Naturyzm wiąże się dodatkowo z całą filozofią, przybiera cechy ruchu społeczno-politycznego, włączając do tego kwestie pokrewne jak wegetarianizm, ekologia i wpływ na środowisko, bliskość natury. W 1974 roku Międzynarodowej Federacji Naturystów, podczas swojego XIV Kongresu, kreśliła międzynarodową definicje oznaczającą naturyzm:

[Naturyzm to] styl życia w harmonii z naturą, wyrażany poprzez społeczną nagość, charakteryzujący się szacunkiem wobec ludzi o innych poglądach i wobec środowiska.

Nudyzm nie jest formą ekshibicjonizmu i w zamierzeniu ma być aseksualny. Nudyści znajdują zadowolenie z bycia nagim, nie dążąc do aktywności seksualnej, która może być związana z nagością. Według naturystów nagość odpręża ich psychicznie i ma pozytywny wpływ na ich zdrowie.
Nudyści uważają, że w ludzkim ciele nie ma nic, co należałoby ukrywać, że ludzkie ciało jest piękne samo w sobie i należy je eksponować. Wyrażają te poglądy, biorąc nago udział w życiu towarzyskim. Ważnym czynnikiem na rzecz naturyzmu jest przekorna chęć bezkarnego przełamywania obyczajowego tabu nakazującego zasłanianie genitaliów.
Naturyzm uprawia się w miejscach wydzielonych lub ustronnych, wśród jego zwolenników, także w gronie rodzinnym. Kontrowersje budzi obecność nagich dzieci wśród nagich dorosłych. Nudyści twierdzą jednak, że lepiej, aby dzieci o różnicach płci dowiadywały się od rodziców, niż aby korzystały ze stron pornograficznych w internecie.
Przykładem wspierania zmiany stosunku do nagości stały się akcje amerykańskiego fotografa Spencera Tunicka, podczas których tysiące ludzi pozuje nago w miejscach publicznych do grupowych fotografii.

## Naturyzm w Polsce
Przed II wojną światową naturyzm w Polsce był praktykowany tylko na zamkniętych obszarach. Powstały specjalnie wydzielone miejsca dla naturystów w Zaleszczykach (dzisiejsza Ukraina) oraz w Otwocku. W czasie PRL-u naturyzm był praktykowany w pobliżu Krynicy Morskiej, Grzybowa, Międzyzdrojów i Dębek. W latach 80. naturyzm stał się popularny głównie ze względu na większe zainteresowanie mediów, w tym tygodnika „Veto”. Powstał utwór muzyczny „Chałupy Welcome To”, do którego wideo muzyczne ukazywało plażę naturystyczną w Chałupach. Piosenka ta w 1985 roku stała się letnim hitem i była swoistą reklamą dla naturyzmu w Polsce. Plaże naturystyczne w miejscowościach takich jak Chałupy czy Rowy stały się wtedy popularne.
Współcześnie naturyzm praktykowany jest w Polsce na plażach nad Morzem Bałtyckim, m.in. w: Dębkach, Grzybowie, Międzyzdrojach, Piaskach czy Unieściu. Istnieje też kilka ogólnie dostępnych plaż naturystycznych w pobliżu większych miast, m.in. w Konstancinie, Warszawie przy ul. Sitowie i przy Wale Zawadowskim, pod Krakowem w Kryspinowie i w Kazimierzu Dolnym. Plaże naturystyczne można spotkać też w Polsce nad niektórymi jeziorami. Obecnie polscy naturyści praktykują też nagi wypoczynek w saunach. Spotkania naturystów odbywają się comiesięcznie w Termach Maltańskich w Poznaniu i w Aquaparku Fala w Łodzi. We Wrocławiu miejscem spotkań naturystów jest Wrocławski Park Wodny.

## Naturyzm za granicą
Naturyzm najbardziej jest rozpowszechniony w krajach zachodniej Europy takich jak Niemcy, Holandia, Francja i Hiszpania. W Niemczech wymyślono skrót FKK, którym dziś oznacza się plaże naturystyczne. Symbol ten pochodzi od niemieckiego zwrotu Freikörperkultur, co można nieco swobodnie przetłumaczyć jako „kultura wolności ciała”.
Począwszy od lat 60. XX wieku, najwięcej nowych plaż i kempingów naturystycznych powstało w Chorwacji. Szczególnie dużo jest ich w regionie Istria, na północy Chorwacji. Pół wieku temu do Chorwacji przyjeżdżało około 100 tys. naturystów rocznie. W 2014 r. liczba ta sięgnęła 300 tys. Naturyści są ważną grupą turystów dla chorwackiej gospodarki.
Na naturystycznej mapie Europy do niedawna białą plamą pozostawały Włochy. Naturyzm nie był tam mile widziany. Sytuacja zaczęła się zmieniać około 2000 r. To wtedy organizacje FKK zaczęły wywierać presję na władze w kwestii zmiany przepisów. Jeszcze przed 2006 rokiem kwestie naturystycznych plaż we Włoszech nie były uregulowane odpowiednimi przepisami, co spowodowało, że teoretycznie policja mogła karać naturystów. Do włoskiego stowarzyszenia naturystów obecnie zapisanych jest 600 tys. członków. W ostatnich latach powstały we Włoszech pierwsze oficjalne plaże naturystyczne, m.in. w pobliżu San Vincenzo w Toskanii i w Lido di Dante w regionie Emilia-Romania.

## Organizacje
Naturyści zrzeszają się w oficjalnie działające grupy. Pierwsza polska organizacja naturystyczna powstała w 1897 roku w Grudziądzu. Na początku lat 80. XX w. Sylwester Marczak (zmarł w 2001 r.) podjął próbę utworzenia Polskiego Towarzystwa Naturystycznego (PTN) o charakterze masowym, które jednak nie zostało oficjalnie zarejestrowane.
Organizacje naturystów istnieją m.in. w Niemczech (FKK albo Freikörperkultur – Kultura Swobodnego Ciała), Francji i Holandii. Organizacje naturystyczne z całego świata są zrzeszone w International Naturist Federation (INF). Należy do niej również działająca od grudnia 2008 Federacja Naturystów Polskich (FNP).
Największy na świecie ośrodek dla naturystów znajduje się w Cap d’Agde w południowej Francji.